# Saël Kumbedi
Saël Kumbedi Nseke (* 26. března 2005) je francouzský profesionální fotbalista, který hraje na pozici pravého obránce za klub Olympique Lyon.

## Klubová kariéra
Bývalý hráč mládežnické akademie Paris Saint-Germain a CC Taverny Kumbedi přestoupil do Le Havru v roce 2019. Svůj debut v seniorském týmu si odbyl 13. listopadu 2021 při pohárovém vítězství 2:0 nad Vierzonem.
Dne 31. srpna 2022 podepsal Kumbedi tříletou smlouvu s Lyonem do června 2025.

## Reprezentační kariéra
Kumbedi se narodil ve Francii a je konžského původu. Je francouzským mládežnickým reprezentantem. V dubnu 2022 byl jmenován do francouzského týmu do 17 let pro Mistrovství Evropy ve fotbale hráčů do 17 let 2022. Dne 1. června 2022 vstřelil dva góly ve finále turnaje při výhře 2:1 nad Nizozemskem.

## Statistiky

### Klubové
Platí k zápasu hranému 7. listopadu 2024.
| Klub              | Sezóna            | Liga                   | Liga   | Liga | Národní pohár | Národní pohár | Ligový pohár | Ligový pohár | Kontinentální | Kontinentální | Ostatní | Ostatní | Celkově | Celkově |
| Klub              | Sezóna            | Soutěž                 | Zápasy | Góly | Zápasy        | Góly          | Zápasy       | Góly         | Zápasy        | Góly          | Zápasy  | Góly    | Zápasy  | Góly    |
| ----------------- | ----------------- | ---------------------- | ------ | ---- | ------------- | ------------- | ------------ | ------------ | ------------- | ------------- | ------- | ------- | ------- | ------- |
| Le Havre B        | 2022/23           | Championnat National 3 | 9      | 0    | —             | —             | —            | —            | —             | —             | —       | —       | 9       | 0       |
| Le Havre          | 2021/22           | Ligue 2                | 2      | 0    | 1             | 0             | —            | —            | —             | —             | —       | —       | 3       | 0       |
| Le Havre          | 2022/23           | Ligue 2                | 4      | 0    | 0             | 0             | —            | —            | —             | —             | —       | —       | 4       | 0       |
| Le Havre          | Celkově           | Celkově                | 6      | 0    | 1             | 0             | —            | —            | 0             | 0             | —       | —       | 7       | 0       |
| Lyon B            | 2022/23           | Championnat National 3 | 3      | 0    | 0             | 0             | —            | —            | —             | —             | —       | —       | 3       | 0       |
| Lyon              | 2022/23           | Ligue 1                | 20     | 0    | 2             | 0             | —            | —            | —             | —             | —       | —       | 22      | 0       |
| Lyon              | 2023/24           | Ligue 1                | 17     | 0    | 2             | 0             | —            | —            | —             | —             | —       | —       | 19      | 0       |
| Lyon              | 2024/25           | Ligue 1                | 3      | 0    | 0             | 0             | —            | —            | 1             | 0             | —       | —       | 4       | 0       |
| Lyon              | Celkově           | Celkově                | 40     | 0    | 4             | 0             | —            | —            | 1             | 0             | —       | —       | 45      | 0       |
| Celkově v kariéře | Celkově v kariéře | Celkově v kariéře      | 58     | 0    | 5             | 0             | 0            | 0            | 1             | 0             | 0       | 0       | 64      | 0       |

## Úspěchy
Lyon
- Poražený finalista Coupe de France: 2023/24

Francie U19
- Poražený finalista Mistrovství Evropy ve fotbale hráčů do 19 let: 2024

Francie U17
- Mistrovství Evropy ve fotbale hráčů do 17 let: 2022